# هاتشينز
هاتشينز (بالإنجليزية: Hutchins, Texas)‏ هي مدينة تقع في مقاطعة دالاس بولاية تكساس في شمال شرق الولايات المتحدة. تبلغ مساحة هذه المدينة 24.1 (كم²)، وترتفع عن سطح البحر 142 م، بلغ عدد سكانها 5338 نسمة في عام 2010 حسب إحصاء مكتب تعداد الولايات المتحدة .

## وصلات خارجية
- http://www.cityofhutchins.org/
- The US50 - Cities and Towns in Texas State